# Fratelli (film 2006)
Fratelli è un film per la televisione del 2006.

## Trama
Anna scopre di avere un fratello che non ha mai conosciuto. È proprio sua madre, dopo la morte del padre, a rivelarle come andarono le cose: dopo la seconda guerra mondiale, i genitori di Anna, a causa delle misere condizioni economiche, dovettero affidare uno dei loro figli ad una famiglia del Canada. Anna rimane sconvolta dalla notizia, e chiede aiuto all'avvocato Nick De Lillo per ritrovare il fratello. La donna decide anche di andare in Canada per cercarlo.

## Critiche
Secondo Aldo Grasso la storia era bella e intensa ma con una sceneggiatura debole. Secondo Antonio Dipollina, grazie agli attori, alla regia e alla sceneggiatura il prodotto è più che dignitoso.